# Hockey New Brunswick
Hockey New Brunswick (HNB), är ett kanadensiskt regionalt ishockeyförbund som ansvarar för all ishockeyverksamhet på amatörnivå i den kanadensiska provinsen New Brunswick.
De hade 19 315 registrerade (15 391 spelare, 2 712 tränare och 1 212 domare) hos sig för säsongen 2017–2018.
Hockey New Brunswick är medlem i det nationella ishockeyförbundet Hockey Canada.

## Ligor
Följande ligor är/var sanktionerade av Hockey New Brunswick:
- Central Midget Hockey League
- Maritime Junior A Hockey League
- Memramcook Valley Senior Hockey League
- Midget AAA Development League
- New Brunswick Bantam AAA Hockey League
- New Brunswick Junior B Hockey League
- New Brunswick Juvenile Hockey Leagues
- New Brunswick-Prince Edward Island Major Midget Hockey League
- Peewee Central Hockey League
- Senior League Circuit Roger-Lizotte
- South Eastern New Brunswick Recreational Hockey League
- Southern New Brunswick Minor Hockey League
- Southern New Brunswick Senior Hockey League

### Ej aktiva
Följande ligor var sanktionerad av Hockey New Brunswick:
- New Brunswick Junior Hockey League
- New Brunswick Junior C Hockey League